# Avenida Vicuña Mackenna
La Avenida Vicuña Mackenna es la principal del sector suroriente de la ciudad de Santiago en Chile, uniendo el centro de Santiago con los centros urbanos periféricos de La Florida y Puente Alto, la tercera y primera comuna más poblada del país, respectivamente.

## Historia

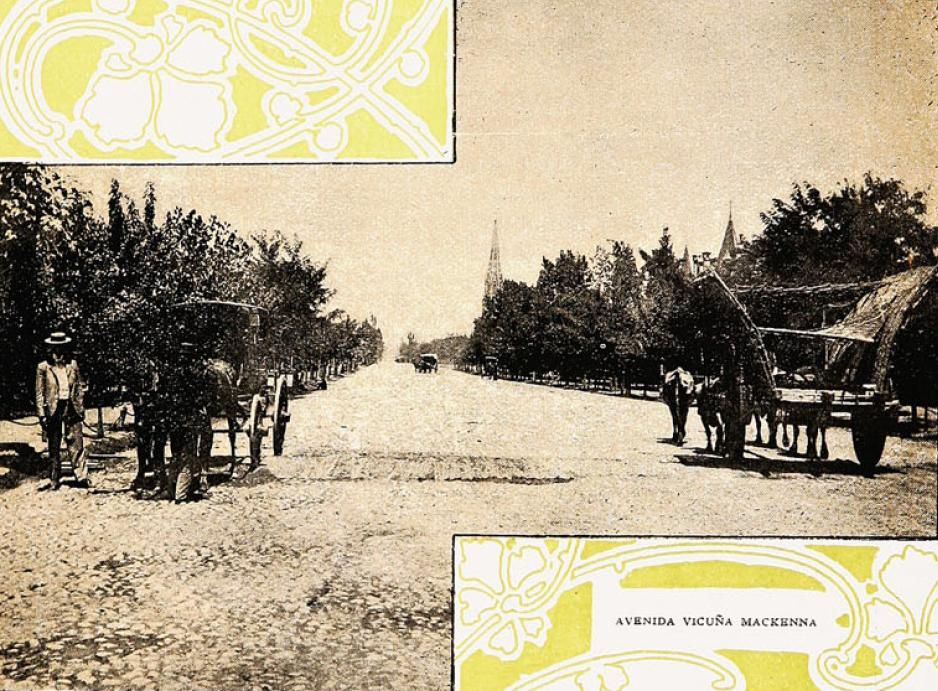
Avenida Vicuña Mackenna en 1902.

Esta avenida surgió del proyecto del intendente Benjamín Vicuña Mackenna de hacer un "camino de cintura para la ciudad", contemplando cuatro avenidas, uno por cada punto cardinal ("Del Poniente", "Del Sur", "Del Oriente" y "Del Norte") cumpliendo un rol similar al que cumple actualmente la Avenida Circunvalación Américo Vespucio. No obstante, solo las avenidas Sur y Oriente se ajustaron a lo planteado en el proyecto. De hecho, el actual tramo de la avenida Vicuña Mackenna entre Plaza Italia y Avenida Matta, se llamó primero Avenida Oriente. En ella se encontraba también la residencia del intendente (Nº94), donde se conserva un pabellón de secundario de esta casa, como parte del Museo Benjamín Vicuña Mackenna.
Entre 1911 e inicios de los años 1930 circuló en Vicuña Mackenna entre la avenida Manuel Antonio Matta y la estación Santa Elena un tranvía de sangre denominado Ferrocarril de la Población Santa Elena, que servía principalmente al barrio homónimo.
A partir de los años 1970, al convertirse en el eje principal de nacientes comunas como La Florida y Puente Alto, se instauraron los paraderos. Destacan el tramo entre el Paradero 8, donde se interseca con Avenida Departamental y el 14 donde se interseca con la Avenida Américo Vespucio, tramo en donde la avenida se bifurca tomando el nombre de Avenida Vicuña Mackenna Oriente y Avenida Vicuña Mackenna Poniente. También se destaca el paradero 30, donde se encuentra el Hospital Sótero del Río. A partir del paradero 27, en el límite norte de Puente Alto, pasa a denominarse Avenida Concha y Toro.
Se destaca la presencia de un corredor para el transporte de los buses de la Red Metropolitana de Movilidad en prácticamente toda su extensión, sumado a dos o tres vías para vehículos particulares por sentido, además de ciclovías.

## Características

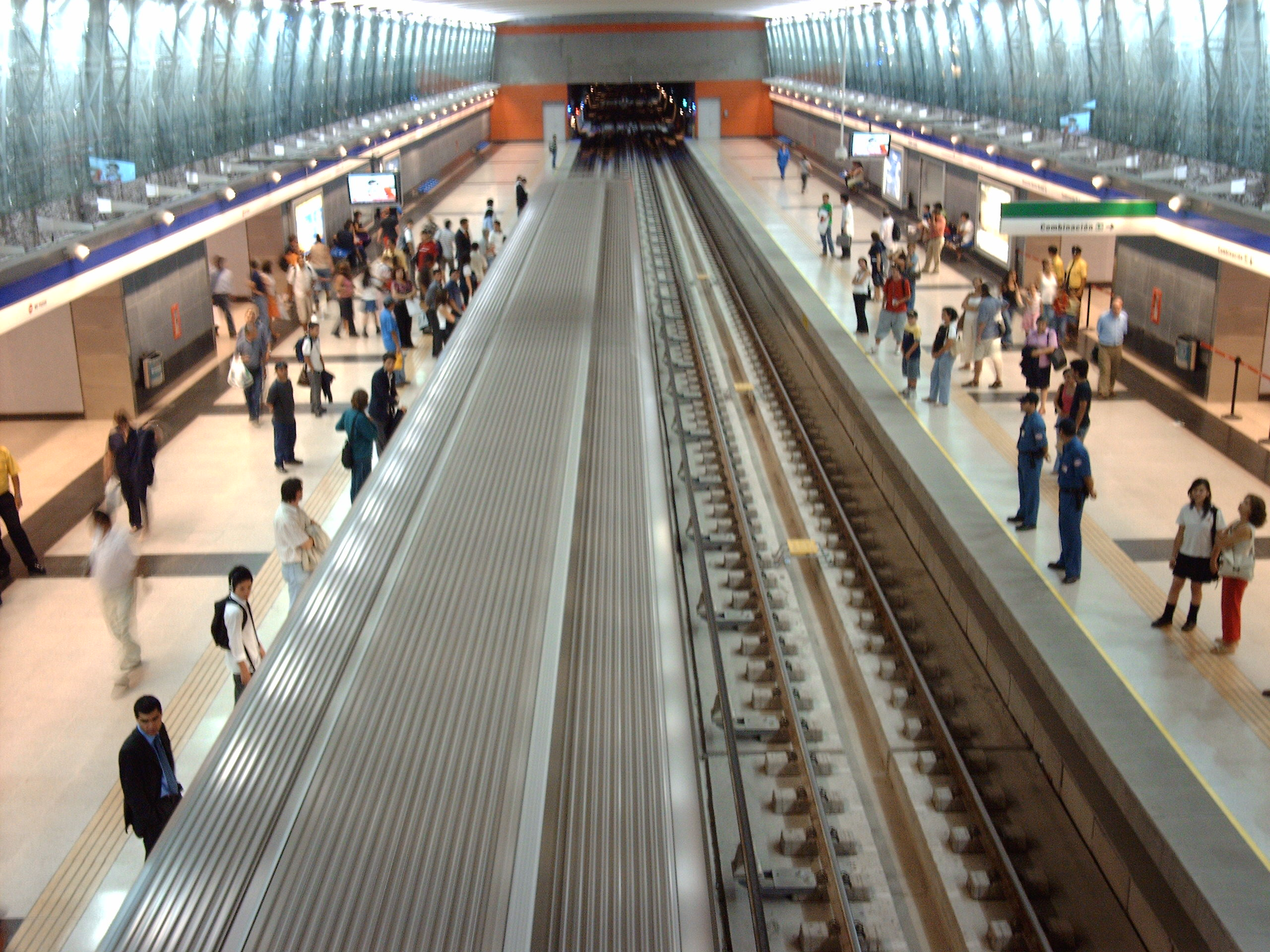
Estación Vicente Valdés, Línea 4

Su extensión comienza en la intersección con la Alameda del Libertador Bernardo O'Higgins, en Plaza Italia, extendiéndose hasta la comuna de Pirque, donde ya toma el nombre de Avenida Concha y Toro (como continuación de la Ruta CH-73). Atraviesa las comunas de Santiago, Providencia, Ñuñoa, San Joaquín, Macul y La Florida, donde se interseca con la autopista urbana Autopista Vespucio Sur y posteriormente, con las vías intercomunales Trinidad, San José de la Estrella, General Arriagada y María Elena.
Posteriormente, con el cruce de esta avenida con las calles Elisa Correa y Los Toros, la avenida pasa a llamarse Avenida Concha y Toro hasta el fin de esta calle en Pirque.
Desde 1997 está cubierta (tanto de manera subterránea como elevada) por la Línea 5 del Metro de Santiago, desde el tramo de Baquedano hasta Vicente Valdés, y luego de manera elevada por la Línea 4 (inaugurada en 2005), desde Vicente Valdés hasta Elisa Correa (la línea a su vez continúa hasta la estación terminal, la Plaza de Puente Alto paralela a su continuación, la Avenida Concha y Toro). Desde 2017, la estación Ñuble de la Línea 5 también es estación de combinación con la Línea 6 cuya inauguración se realizó el 2 de noviembre de 2017.

## Edificios
Entre los edificios e infraestructura presentes en esta avenida, se destacan:

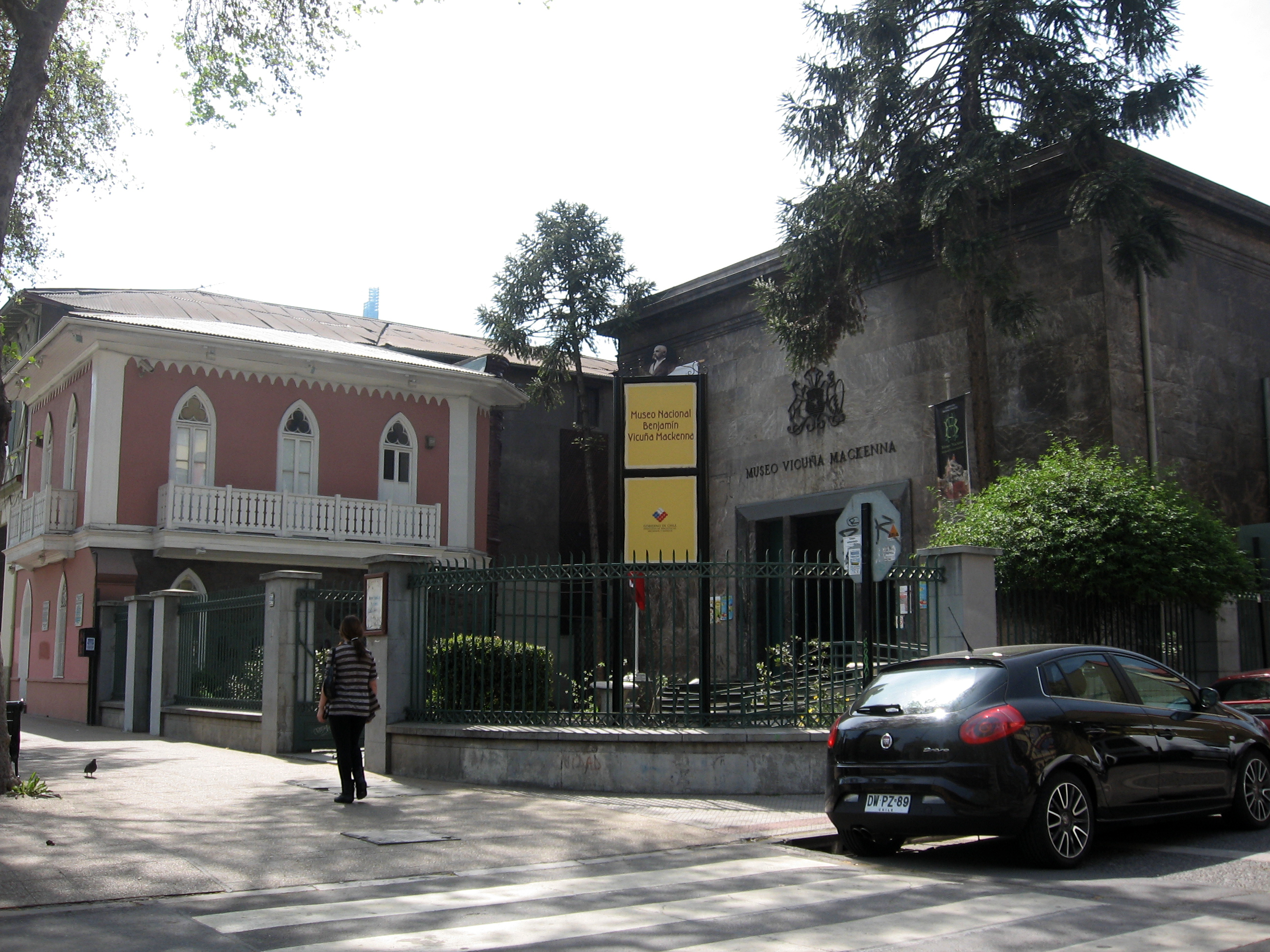
Museo Benjamín Vicuña Mackenna

- Sede del Partido Comunista de Chile
- Museo Violeta Parra
- Parroquia de la Asunción
- Casa de las Gárgolas
- Ex Embajada de Argentina en Chile
- Museo Benjamín Vicuña Mackenna
- Hospital del Trabajador ACHS
- Convento de las Agustinas
- Federación Chilena de Pelota Vasca
- Colegio San Francisco de Asís
- Feria de Avenida Irarrázaval
- Casa matriz de Mega
- Metro Ñuble
- Expuente ferroviario del ferrocarril de Circunvalación
- Metro Rodrigo de Araya
- Zanjón de la Aguada
- Metro Carlos Valdovinos
- INACAP, sede Santiago Sur
- Universidad Técnica Federico Santa María, Sede San Joaquín
- Metro Camino Agrícola
- Fábrica Nestlé Macul (Savory)
- Instituto Profesional AIEP Sede San Joaquín
- Campus San Joaquín de la Pontificia Universidad Católica de Chile
- Metro San Joaquín
- Universidad Santo Tomás e Instituto Profesional Santo Tomás
- Duoc UC Sede San Joaquín
- Centro Penitenciario Femenino de Santiago
- Metro Pedrero
- Cenco Florida
- Metro Mirador
- Mallplaza Vespucio
- Edificios de la Ilustre Municipalidad de La Florida
- Metro Bellavista de La Florida
- Estación Intermodal Bellavista de La Florida
- Parroquia San Vicente de Paúl
- Metro Vicente Valdés
- Metro Rojas Magallanes
- Facultad de Odontología de la Universidad del Desarrollo
- Colegio Divina Pastora La Florida
- Metro Trinidad
- Biblioteca Pública Municipal de La Florida
- Metro San José de la Estrella
- Metro Los Quillayes

## Lista de paraderos

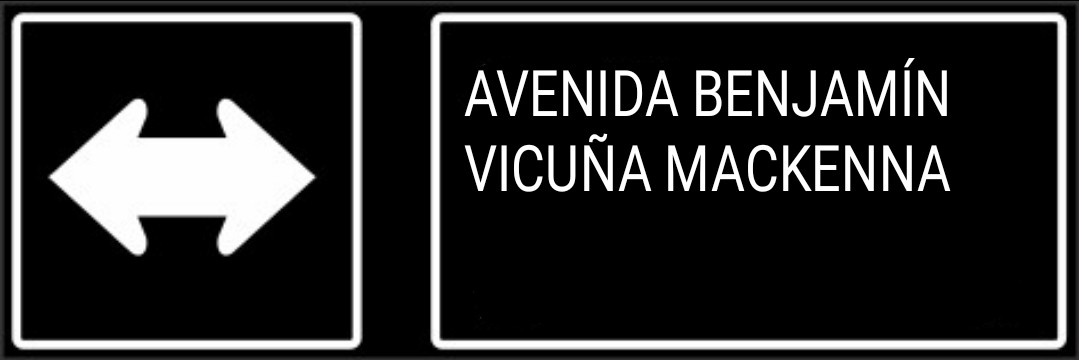
Señalética vial de Vicuña Mackenna.

| Número | Intersección                               |
| ------ | ------------------------------------------ |
| 1      | Guillermo Mann                             |
| 2      | Avenida Rodrigo de Araya                   |
| 3      | Johann Sebastian Bach                      |
| 4      | Carlos Valdovinos                          |
| 5      | Escuela Agrícola                           |
| 6      | Salvador Allende/Monseñor Carlos Casanueva |
| 7      | Capitán Prat/Benito Rebolledo              |
| 8      | Avenida Departamental                      |
| 9      | Punta Arenas                               |
| 10     | Mirador Azúl                               |
| 11     | Millaray/Barcelona                         |
| 12     | San Carlos de Ancud                        |
| 13     | Luis Calvo Mackenna/Ancud                  |
| 14     | Walker Martínez/Américo Vespucio           |
| 15     | Vicente Valdés                             |
| 16     | Perpetua Freire                            |
| 17     | Santa Julia                                |
| 18     | Rojas Magallanes                           |
| 19     | Enrique Olivares                           |
| 20     | Santa Amalia                               |
| 21     | Trinidad                                   |
| 22     | José Miguel Carrera                        |
| 23     | San José de la Estrella                    |
| 24     | General Arriagada                          |
| 25     | María Elena                                |
| 26     | Diego Portales                             |
| 27     | Elisa Correa Sanfuentes/Los Toros          |
| 28     | Jacarandá                                  |
| 29     | Av. Canal Troncal San Francisco            |
| 30     | Hospital Sótero del Río                    |
| 31     | Av. Gabriela Poniente/Nueva El Peñón       |
| 32     | Maestro Palomo                             |
| 33     | Luis Matte Larraín                         |
| 34     | Ángel Pimentel                             |
| 35     | San Hugo                                   |
| 36     | Av. Las Nieves                             |
| 37     | Av. San Carlos                             |
| 37½    | Independencia                              |
| 38     | Av. Domingo Tocornal                       |
| 39     | Ernesto Alvear/Eduardo Cordero             |
| 40     | Plaza de Puente Alto                       |
| 41     | Av. Eyzaguirre                             |
| 42     | Sargento Menadier                          |
| 43     | Salvador Allende/Charles Aránguiz Sandoval |
| 44     | San Pedro                                  |
| 45     | Claudio Matte                              |